# The Addiction
Pour plus de détails, voir Fiche technique et Distribution.
The Addiction est un film américain réalisé par Abel Ferrara, sorti en 1995.

## Synopsis
À New York, une étudiante en philosophie est mordue par une femme. Elle commence à développer les symptômes du vampirisme.

## Fiche technique
- Titre : The Addiction
- Réalisation : Abel Ferrara
- Scénario : Nicholas St. John
- Production : Denis Hann, Preston L. Holmes, Russell Simmons et Fernando Sulichin
- Musique : Joe Delia
- Photographie : Ken Kelsch (en)
- Montage : Mayin Lo
- Décors : Charles M. Lagola
- Costumes : Melinda Eshelman
- Pays d'origine : États-Unis
- Format : Noir et blanc - 1,85:1 - Dolby - 35 mm
- Genre : Drame, horreur
- Durée : 82 minutes
- Dates de sortie : 4 octobre 1995 (première à New York), 6 octobre 1995 (États-Unis), 10 avril 1996 (France)

## Distribution
- Lili Taylor : Kathleen Conklin
- Christopher Walken : Peina
- Annabella Sciorra : Casanova
- Edie Falco : Jean
- Paul Calderon : le professeur
- Fredro Starr : Black
- Kathryn Erbe : l'étudiante en anthropologie
- Michael Imperioli : le missionnaire
- Jamal Simmons : l'ami de Black
- Michael A. Fella : le policier
- Louis Katz : le docteur
- Leroy Johnson : une victime sans abri
- Fred Williams : une victime sans abri
- Avron Coleman : le violoncelliste
- Lisa Casillo : Mary

## Autour du film
- Le tournage s'est déroulé à New York durant vingt jours.
- Le critique de film Peter Bradshaw, du quotidien britannique The Guardian, a considéré en 2002 que The Addiction était le meilleur film de tous les temps.
- Abel Ferrara et le scénariste Nicholas St. John ont collaboré à maintes reprises sur des films tels que Driller Killer (1979), L'Ange de la vengeance (1981), New York, deux heures du matin (1984), The King of New York (1990), Body Snatchers, Snake Eyes (1993) ou Nos funérailles (1996).
- Le film est sorti en Blu-Ray, version restaurée, le 24 mars 2021[1]

## Commentaires
- Pour Enrique Seknadje, Abel Ferrara rend dans ce film un hommage indirect à Kurt Cobain : "Sur la pierre tombale sont gravées les années de naissance et de mort de Kathleen : 1967-1994. Ce sont celles du chanteur héroïnomane du groupe Nirvana. Coïncidence ? Probablement pas. Les initiales des noms et prénoms des deux personnes sont les mêmes" [2].

## Au-delà du vampirisme

### Le sang et la toxicomanie
The Addiction explore de façon très intéressante le phénomène de dépendance. Le film dresse un portrait sombre de la toxicomanie, mais au lieu de se concentrer sur les substances traditionnelles comme les drogues ou l'alcool, il utilise le vampirisme comme métaphore de la toxicomanie.
L’un des aspects les plus frappants dans le film est la représentation de la dépendance comme une forme de maladie qui consomme et transforme l'individu, tout comme le vampirisme consume ses victimes. Le film nous montre la transition de la protagoniste, Kathleen, jouée par Lili Taylor, une jeune étudiante en doctorat en philosophie, qui se fait mordre par une vampire. Kathleen est confrontée à une dépendance au sang humain, et se retrouve dans une spirale descendante, perdant son humanité et son sens moral en cours de route.
Le film explore également les aspects psychologiques et existentiels de la dépendance. La dépendance au sang de Kathleen devient une métaphore du vide existentiel que ressentent de nombreux toxicomanes à la recherche d'un sens et d'un sentiment  d’accomplissement dans leur vie, et met en lumière la vision même du toxicomane en décrivant le désespoir et la monstruosité de la dépendance, et  détaillant de manière claire l'état mental d'un toxicomane.
Dans cette représentation des toxicomanes, The Addiction offre un portrait nuancé qui évite les stéréotypes et les clichés.  Le film refuse de présenter les toxicomanes comme des méchants ou des victimes, optant plutôt pour une exploration nuancée des complexités de l'addiction.  La transformation de Kathleen en vampire n'est pas un choix délibéré, mais plutôt une conséquence de sa rencontre. Son combat n'est pas une simple descente dans la méchanceté ou le statut de victime ; il s'agit d'un voyage profondément existentiel, au cours duquel elle est aux prises avec son pouvoir et ses choix.

### Succomber à la tentation
Aussi, le film explore de manière intéressante la façon dont les individus peuvent facilement succomber à la dépendance, en établissant des parallèles entre la transformation de la protagoniste en vampire et la tentation de consommer des substances ou adopter des comportements addictifs dans la vie réelle.
Comme mentionné plus haut,  la plongée de Kathleen dans le vampirisme sert de métaphore à la dépendance, soulignant la nature séduisante et insidieuse des comportements addictifs. D'abord réticente à l'idée de devenir un vampire, Kathleen se retrouve progressivement entraînée dans un monde de ténèbres et de tentations après avoir été mordue. De la même manière, de nombreux individus qui luttent contre la dépendance peuvent initialement résister à l'envie d'adopter des comportements addictifs, mais se trouvent de plus en plus incapables de résister au fur et à mesure que la dépendance s'installe.
Le film dépeint également la dépendance comme un cycle de désir, de consommation et de remords, faisant écho aux comportements souvent observés chez les personnes qui luttent contre la toxicomanie ou d'autres comportements addictifs. Kathleen éprouve un besoin intense de sang et trouve un soulagement temporaire en se nourrissant, avant d'être rongée par la culpabilité et le dégoût d'elle-même.
La capacité de Kathleen à transformer d'autres personnes en vampires est aussi une puissante métaphore de la manière dont l'addiction peut se propager. La transformation de Kathleen en vampire n'affecte pas seulement sa propre vie, mais a aussi des répercussions sur son entourage. Cet aspect du film met en évidence la dynamique sociale de l'addiction, illustrant comment les individus qui luttent contre des comportements addictifs peuvent souvent attirer d'autres personnes dans leur cercle, perpétuant ainsi un cycle de dépendance et de destruction. Le charme persuasif de Kathleen et la fascination du mode de vie vampirique séduisent ceux qui l'entourent, les entraînant sur le chemin de l'obscurité et de la dépendance.

### Le chemin vers la rédemption
La dernière scène du film est très poignante, montrant Kathleen visitant sa propre tombe. Ceci marque la fin de son combat avec la dépendance et invite les spectateurs à se pencher sur les thèmes de la rédemption et de la mortalité. Alors que Kathleen se tient devant sa propre pierre tombale, elle est confrontée aux conséquences de ses actions et à la réalité de sa propre mortalité en tant que vampire.
La scène sert de métaphore puissante sur la possibilité de rédemption, même face à une obscurité apparemment insurmontable. La visite de Kathleen à sa propre tombe suggère donc un soupçon de remords et d'introspection. C'est un moment de réconciliation, une reconnaissance du poids de ses péchés et un désir de rédemption. La scène offre aussi  un rappel de la nature éphémère et temporaire de l'existence et de l'inévitable mort.
Pour Kathleen, la tombe est le rappel brutal de sa propre mortalité, une indication que même en tant que vampire, elle n'est pas immunisée contre le passage vers l'au-delà. Le film essaye donc de montrer que même dans les moments les plus sombres, il y a toujours la possibilité de rédemption, de trouver la paix et le pardon, à la fois en nous-mêmes et dans le monde qui nous entoure. Elle conclut en disant que "la révélation de soi est l'anéantissement de soi", qui pourrait surggérer une reconnaissance de sa nature destructrice en tant que vampire, et de la révélation de sa véritable nature. La protagoniste accepte enfin sa véritable nature de vampire et est confrontée à une sorte de dissolution de son ancienne identité humaine. En fin de compte, cette révélation de soi lui permet de se pardonner et de se libérer des contraintes morales et sociales qui l'entravaient auparavant, lui offrant ainsi une forme de liberté et d'autonomie.

## Distinctions

### Récompenses
- Prix de la critique lors du Mystfest en 1995.
- Meilleur film, meilleure actrice pour Lili Taylor et mention spéciale pour Christopher Walken, lors de la Semaine internationale du cinéma fantastique de Málaga en 1997.
- Meilleure actrice étrangère pour Lili Taylor, lors des Sant Jordi Awards en 1998.

### Nominations
- Ours d'or au Festival de Berlin en 1995.
- Meilleur film lors du Mystfest en 1995.
- Meilleur film et meilleure actrice pour Lili Taylor, lors des Film Independent's Spirit Awards en 1996.